# Felsőnyék, Tolna
Felsőnyék  este un sat în districtul Tamás, județul Tolna, Ungaria, având o populație de 1.090 de locuitori (2011). 

## Demografie
Componența etnică a satului Felsőnyék
     Maghiari (92,6%)
     Romi (6,28%)
     Necunoscut (0,41%)
     Germani (0,71%)
     Alții (0,41%)
Componența confesională a satului Felsőnyék
     Romano-catolici (40,64%)
     Reformați (16,97%)
     Fără religie (11,65%)
     Necunoscută (29,36%)
     Alte religii (5,96%)
Conform recensământului din 2011, satul Felsőnyék avea 1.090 de locuitori. Din punct de vedere etnic, majoritatea locuitorilor (92,6%) erau maghiari, cu o minoritate de romi (6,28%). Apartenența etnică nu este cunoscută în cazul a 0,41% din locuitori. Nu există o religie majoritară, locuitorii fiind romano-catolici (40,64%), reformați (16,97%) și persoane fără religie (11,65%). Pentru 29,36% din locuitori nu este cunoscută apartenența confesională.